# Amt Lüdenscheid
Das Amt Lüdenscheid war ein Gemeindeverband im Landkreis Altena. Er bestand zuletzt aus den Gemeinden Hülscheid und Lüdenscheid-Land. Sitz war die Stadt Lüdenscheid, welche selbst jedoch nicht zum Amt und seit 1907 als kreisfreie Stadt auch nicht zum Kreis Altena gehörte.

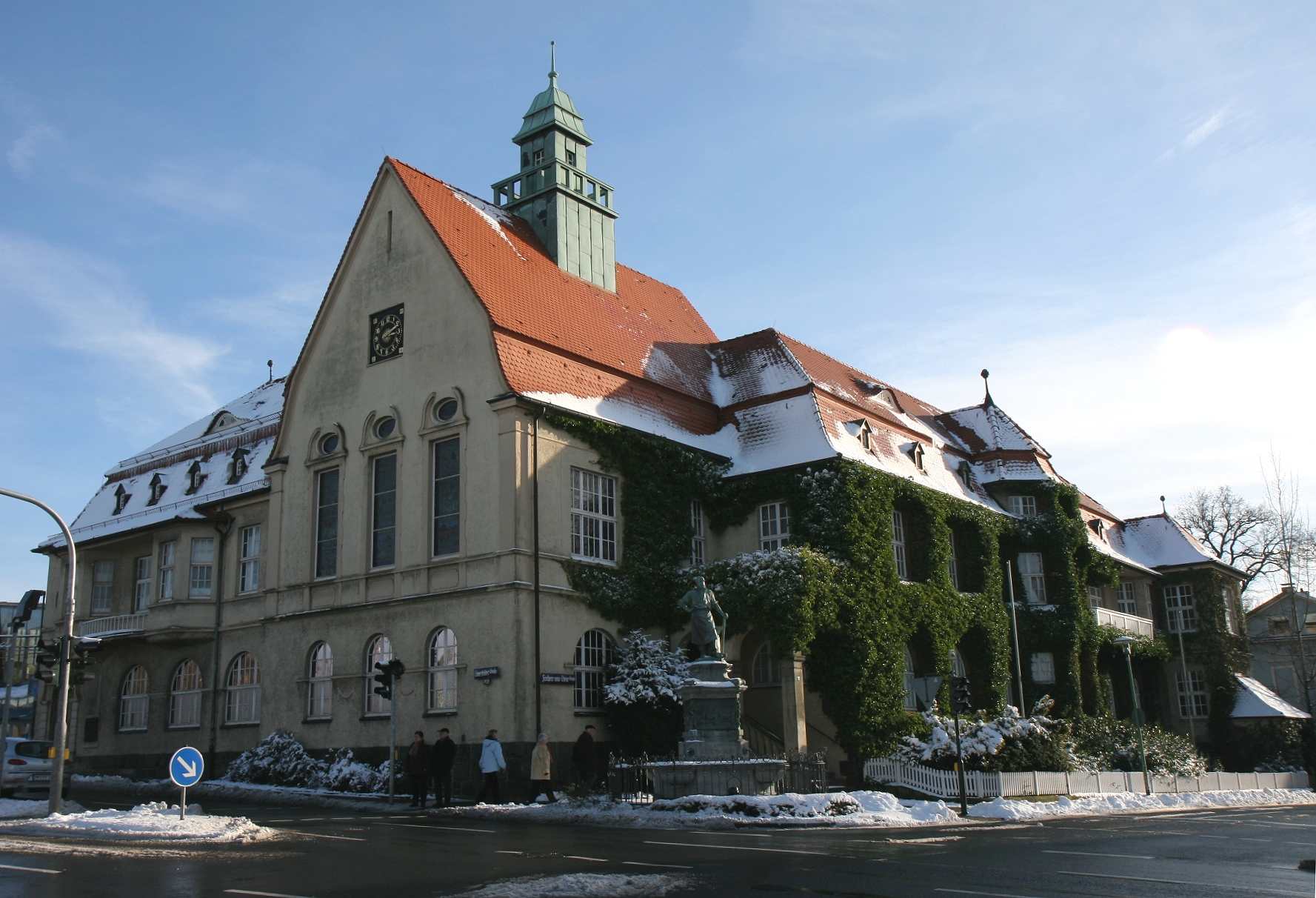
Ehemaliges Amtshaus in Lüdenscheid, bis 1968 Sitz des Amtes Lüdenscheid mit der Gemeinde Lüdenscheid-Land

## Geschichte
Nach Erlass einer neuen Landgemeindeordnung in Preußen 1841 erfolgte am 15. April 1843 erneut die formale Trennung von Stadt- und Landgemeinde Lüdenscheid, welche bereits vor der napoleonischen Besatzung bestanden hatte. 1843 wurde aus den Rittergütern Neuenhof, Oedenthal und der Gemeinde Lüdenscheid-Land das Amt Lüdenscheid gebildet. 1846 kam noch die Gemeinde Hülscheid hinzu.
Mit der am 1. Januar 1969 in Kraft getretenen kommunalen Neuordnung des Landkreises Altena wurde das Amt aufgelöst. Der größte Teil von Lüdenscheid-Land ist seither Bestandteil der Stadt Lüdenscheid; das mittlere Rahmedetal gelangte an die Stadt Altena. Die Gemeinde Hülscheid wurde mit Schalksmühle zu einer Großgemeinde zusammengeschlossen. Letzter Amtsbürgermeister war Günther Kuhfs.